# Видаль, Хосе Мария
Хосе Мария Видаль Браво (6 мая 1935 — 1 августа 1986) — испанский футболист. В 1960 году он в составе «Реал Мадрида» выиграл Кубок европейских чемпионов УЕФА. Он также сыграл четыре матча за сборную Испании.

## Клубная карьера

### «Реал Мадрид»
Видаль является воспитанником системы «Реал Мадрида». Несмотря на то, что он присоединился к первой команде в 1953 году, свой дебютный матч он сыграл лишь через шесть лет. До этого его регулярно сдавали в аренду, так он сменил шесть команд, включая фарм-клуб «галактикос», «Реал Мадрид Кастилья». Свой первый матч за королевский клуб Видаль провёл 13 сентября 1959 года против «Реал Бетис», соперник был разгромлен со счётом 7:1. Через одну игру Видаль забил свой первый гол за «Реал», сделав вклад в разгромную победу над «Осасуной» со счётом 7:0. 4 ноября Видаль сыграл свой первый матч за «бланкос» в еврокубках, на 12-й минуте он помог сравнять счёт после неожиданного выхода вперёд люксембуржского «Женесс Эш», в итоге «Реал» выиграл со счётом 5:2. Свой третий и последний гол в составе «Реала» Видаль забил 13 декабря в ворота «Гранады», соперник был разгромлен со счётом 6:0. В еврокубках Видаль сыграл все матч 1/4 и 1/2 финала против «Ниццы» и «Барселоны» соответственно, а также отыграл победный финал против «Айнтрахта». В Межконтинентальном кубке, который тоже выиграл «Реал», он отыграл оба матча против «Пеньяроля». Последние матчи Видаля за «галактикос» не были удачными, в шести матчах середины 1961/62 сезона «Реал» потерпел четыре поражения и ни разу не победил.

### Дальнейшая карьера
Следующим клубом Видаля стал «Депортиво Малага». Он провёл в клубе лишь два месяца, за это время Видаль выиграл лишь один матч против «Эльче», при этом команда потерпела четыре поражения и один матч сыграла вничью.
После «Малаги» Видаль перешёл в «Леванте», его дебют состоялся 15 сентября 1963 года в матче с «Эспаньолом», в итоге была зафиксирована ничья 4:4. 6 октября он одержал первую победу в новом клубе, при этом установив окончательный счёт в матче с «Понтеведрой» — 3:1. Второй и последний гол за клуб он забил через два месяца, открыв счёт в игре с «Реал Овьедо», «Леванте» одержал уверенную победу со счётом 3:0. Свои выступления за клуб Видаль завершил на позитивной ноте: после трёх поражений подряд команде удалось одержать победу в 30-м туре над «Эльче» со счётом 2:0.
Последним клубом Видаля в Испании стал «Реал Вальядолид», за который он провёл лишь четыре матча, тем не менее ни один из них не был проигран. Хотя победа была лишь одна — в матче против «Реал Мурсия» со счётом 2:0.
Под конец карьеры Видаль решил попробовать свои силы за рубежом. Он отыграл один сезон за «Спарта Роттердам», а завершил карьеру за океаном в американском клубе «Филадельфия Спартанс».

## Карьера в сборной
Три из четырёх матчей Видаля за национальную сборную были с латиноамериканскими соперниками (два с Чили и один с Аргентиной). В оставшемся матче соперником была Франция. Во всех четырёх матчах испанцы одержали победы.